# Thunnus
Thunnus – rodzaj morskich ryb okoniokształtnych z rodziny makrelowatych (Scombridae).

## Występowanie
Wody strefy tropikalnej i subtropikalnej.

## Klasyfikacja
Gatunki zaliczane do tego rodzaju:
- Thunnus alalunga – albakora[3], germon[4], tuńczyk biały[5], tuńczyk albakora[6], tuńczyk długopłetwy[7]
- Thunnus albacares – albakora żółtopłetwa[3], tuńczyk złoty[5], tuńczyk żółtopłetwy[5]
- Thunnus atlanticus – tuńczyk atlantycki[8], tuńczyk czarnopłetwy[8]
- Thunnus maccoyii – tuńczyk południowy[5], makoja[5]
- Thunnus obesus – patuda[9], opastun[5], tuńczyk wielkooki
- Thunnus orientalis
- Thunnus thynnus – tuńczyk pospolity[4], tuńczyk[4], tuńczyk błękitnopłetwy[10], tuńczyk błękitny[11], tuńczyk czerwony[7], tuńczyk niebieskopłetwy[7], tuńczyk zwykły[5], ton[7], tuńczyk północny[8]
- Thunnus tonggol – tuńczyk tongol[10], tongol[5]

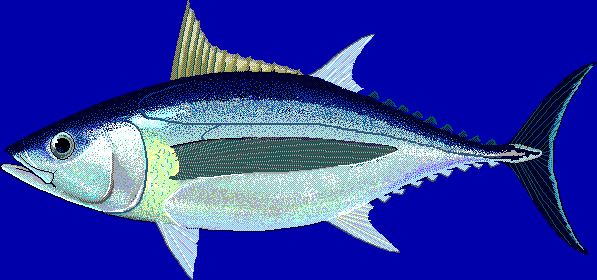
Thunnus alalunga
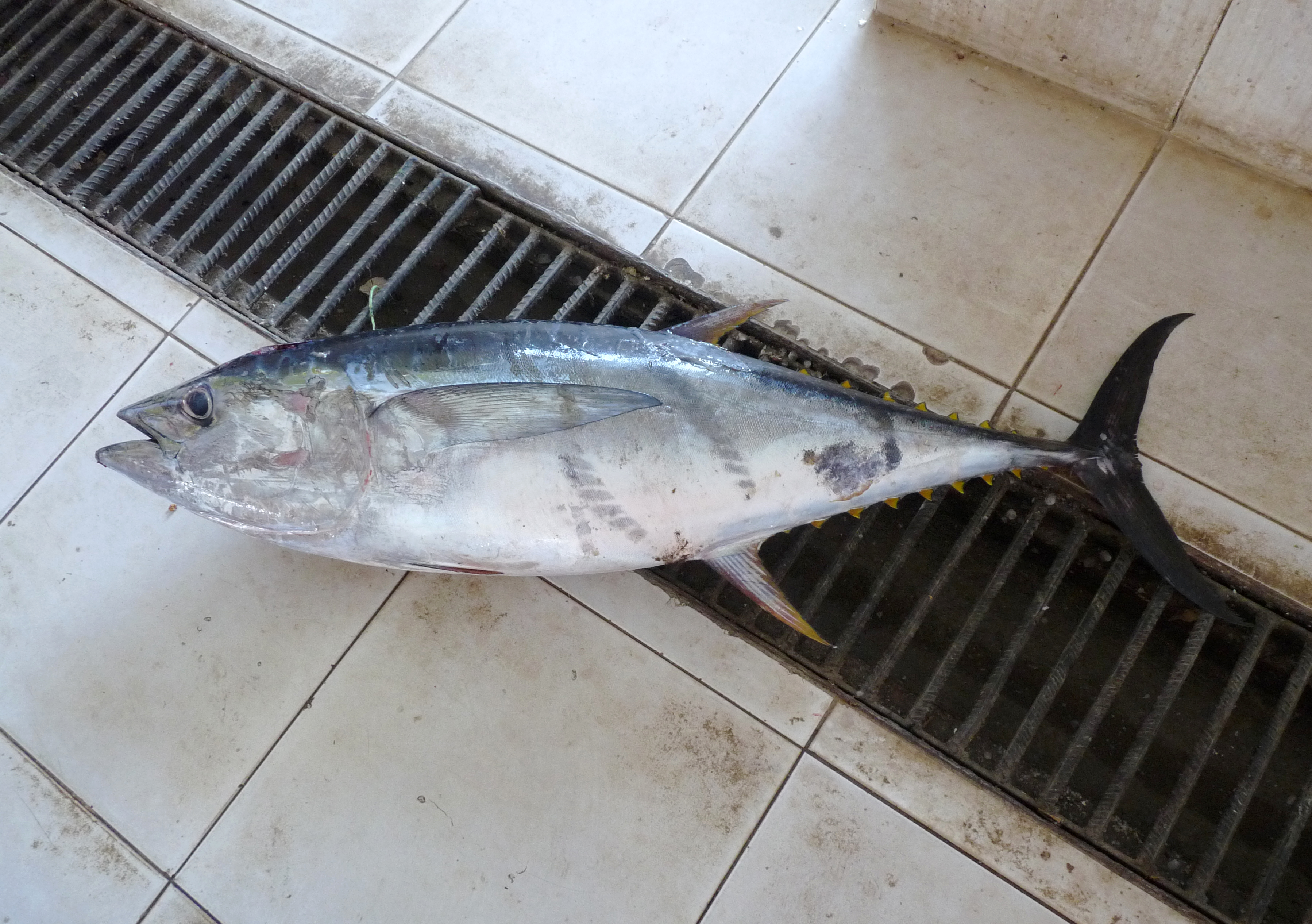
Thunnus albacares
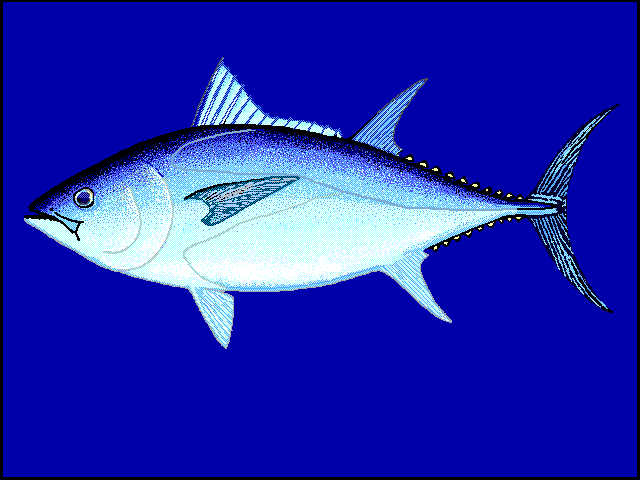
Thunnus maccoyii
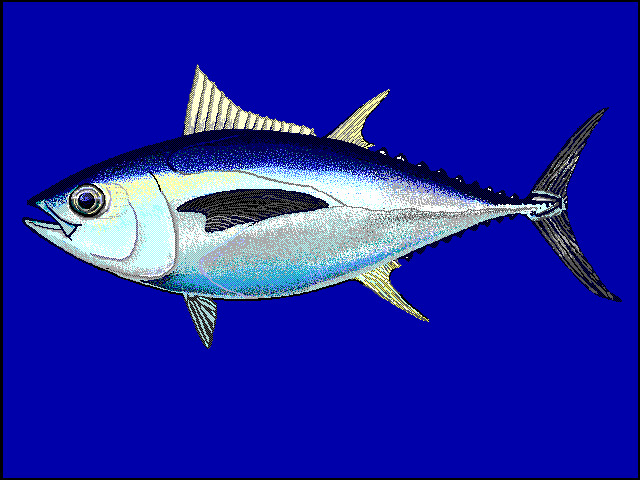
Thunnus obesus
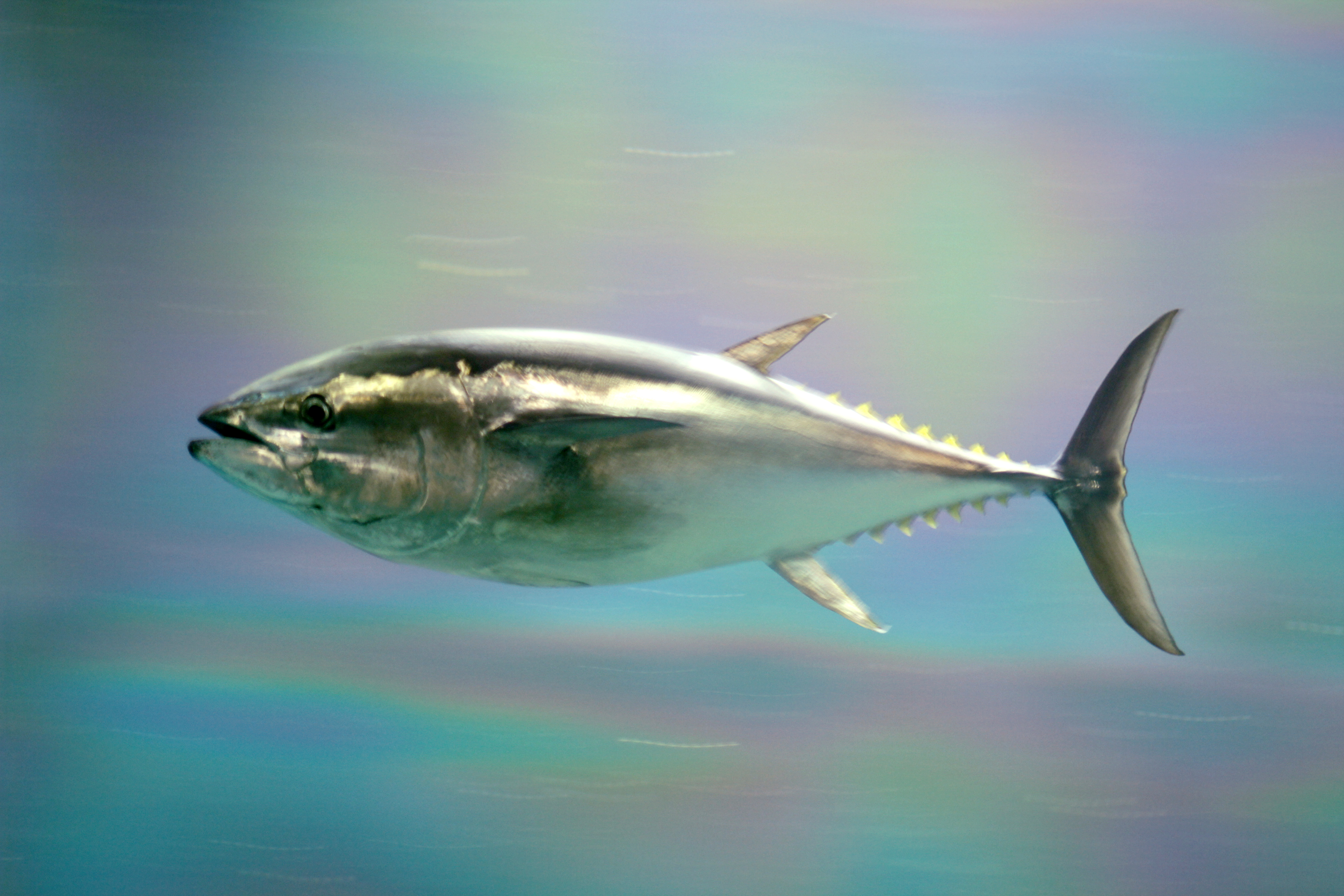
Thunnus orientalis
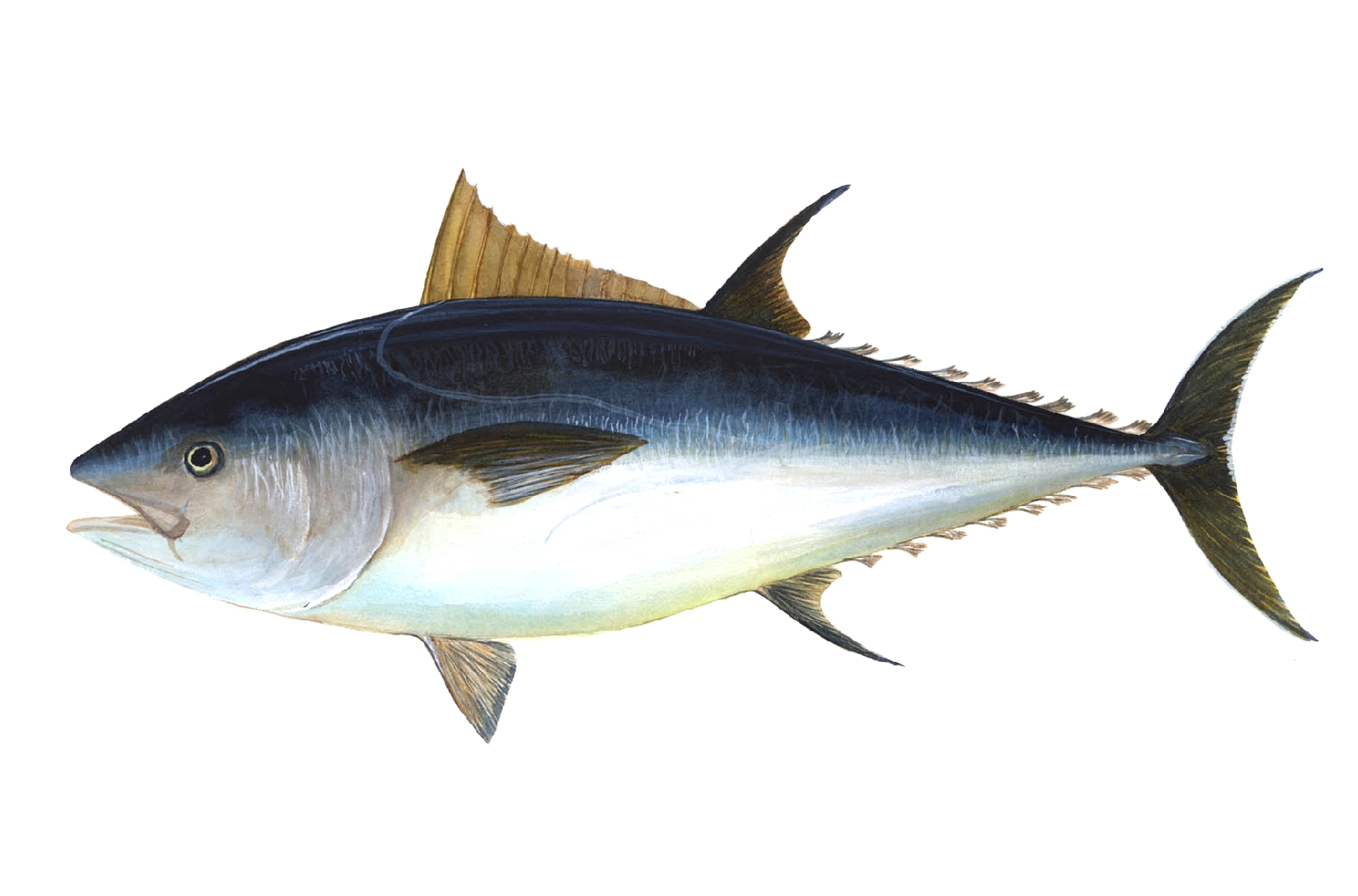
Thunnus thynnus
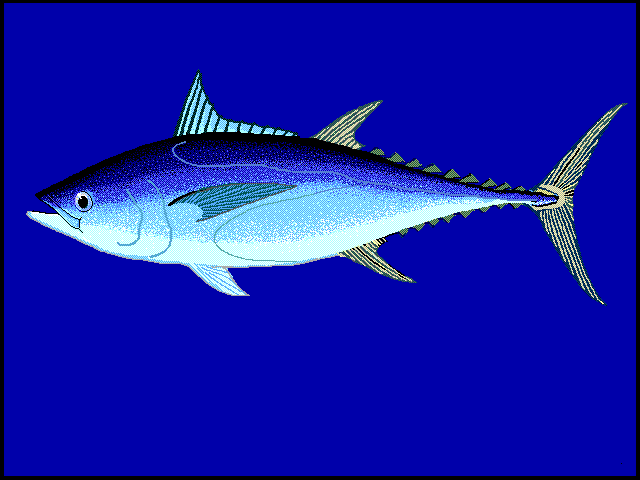
Thunnus tonggol